# Жамбы ату
Жамбы́ ату́ (каз. стрелять по джа́мбу) — праздничные состязания казахских воинов в меткости стрельбы. Аналогичные турниры с немного различающимися правилами и названиями известны и у других тюркоязычных народов — киргизские «жамбы атыш» или «джамбы атмай», узбекский «алтын кабак», таджикский «кабак». Возможно, у степных соседей турнир заимствовали и на Кавказе — грузинские и армянские «кабахи́». Созвучны тюркским вариантам и японские «ябусамэ».
Во всех этих состязаниях, несмотря на возникшие со временем различия, можно усмотреть ключевое сходство: ценный приз (джамбы́ — это торговый слиток серебра весом в 1,88 кг) устанавливался на определённой высоте; участник, сбивавший с определённого расстояния и положения приз забирал его себе. Для сохранности приза попасть нужно было не в него, а в его крепление (жилу, ремешок, бечёвку, шест), либо использовать притуплённое оружие.
Участник мог быть пешим или конным, использовать дротик, копьё, лук, ружьё или пистолет. — Правила могли меняться в зависимости от обстоятельств, масштаба праздника, статуса хозяев и гостей. Но неизменно, чем ценнее приз, тем труднее его получить. Труднее всего перебить подвеску с призом выстрелом с лошади на полном скаку, когда требуется не только высший уровень интуиции стрелка, но и такой же уровень управления лошадью. При всём разнообразии снаряжения и правил именно этот вид состязаний подразумевается в первую очередь при упоминании жамбы ату и его подобий.
При определённых условиях (размер мишени, расстояние, скорость, количество попыток) победа всадника в жамбы ату это выдающееся достижение — только превосходный воин и прирождённый лидер способен на полном скаку выстрелом из лука перебить тонкий подвес и забрать приз стоимостью в несколько отар овец. Победитель становился героем. В эпических сказаниях о героях (к примеру, о Манасе, о Кобланды) среди прочих подвигов описываются их участие и победа в жамбы ату.

## Происхождение
Происхождение состязания жамбы ату точно не установлено. В дословном переводе с казахского «жамбы ату» значит «стрелять по джа́мбу». Косвенно, восстановить историю происхождения можно по истории джамба, которая позволяет отнести возникновение турнира либо к эпохе наивысшего могущества монгольской династии Юань (конец XIII — начало XIV веков), либо к периоду маньчжурской династии Цин (XVII—XVIII века, — времени научно установленного распространения джамба как платёжного средства на территории современной Киргизии и её окрестностей).
Обширный ареал состязаний, подобных жамбы ату, как и разнообразие их форм, говорят скорее в пользу «юаньской» версии. Легко представить, как по случаю свадьбы дочери или рождения сына в ставке князя чингизских кровей или даже самого императора, наряду с прочими увеселениями и развлечениями, проводятся состязания конных лучников с невероятно щедрым призом; как на этих праздниках присутствуют старейшины союзных родов и племён и правители подданных городов и народов, которые, разъезжаясь, стремятся устроить у себя такие же состязания; которым, в свою очередь, в меру своих возможностей подражают уже их вассалы.
Так «стрельба по слитку», постепенно распространяясь, становилась всё менее узнаваемой, то упрощаясь до детской стрельбы по кожаным мешочкам «на счёт» («Стрельба в сур»), то возвышаясь до религиозного ритуала-церемонии («Ябусамэ»). Получают объяснение и глубокое проникновение турнира в культуру кочевых народов, их потомков и соседей, и «народный» характер состязаний, и их довольно высокий престиж.

## Правила
До XX века строгих правил не существовало. Однако, на территории современных Киргизии (жамбы атыш) и Казахстана (жамбы ату) обычным было соревнование на дистанции ≈150-160 м («100 луков»), с беговой дорожкой шириной ≈5 м и с «призом», подвешенным на высоте 4-6 м от земли на Г-образном столбе; собственно «приз» чаще всего представлял собой серебряный диск или полумесяц размером 20-25 см; столб с мишенью располагался ≈50 м до финишной черты и ≈30-45 м («20-30 луков») слева от беговой дорожки; давалось две попытки.
Во второй половине XIX века, после Крымской войны, когда отряды кочевых лучников, мобилизованных согласно союзным договорам, были признаны совершенно устаревшими и вооружение воинов луком было официально запрещено, появились состязания конных стрелков с ружьями — «Жамбы атмай», при которых положение мишени стало заметно выше (до 12 м).
Как и с жамбы атмай, некоторые комплексы правил закреплялись в отдельные «виды» жамбы ату — айкабак ату, алтынкабак ату, жамбы асык и т. п.

## Модернизация и возрождение
При коммунистическом режиме на территории СССР жамбы ату как живая и значимая традиция пришла в упадок. Многие навыки и секреты верховой стрельбы оказались на грани забвения. Однако с обретением республикой Казахстан независимости (1991 год) интерес к этому виду состязаний стал быстро возрождаться. Приблизительно в это время в справочниках довольно неожиданно получило распространение устойчивое описание правил жамбы ату как состязаний всадников с копьём: 

На игровой площадке (дорожке ипподрома) с интервалами в 25 м устанавливают 5 станков, на которых размещают копье, мяч, кольцо диаметром 0,5 м, гранату и снова кольцо. Кроме того, между первым и вторым станком на земле ставят цель для нанесения укола копьем.

Участники игры (шесть человек от каждой команды) выстраиваются в 50 м от первого станка. По сигналу судьи участники поочередно пускают лошадей в галоп и, подскакав к первому станку, схватывают копье, которым наносят уколы по предмету на земле и мячу, после чего бросают копье в кольцо; со следующего станка хватают гранату и бросают её в последнее кольцо.— Погорелова, О. В. «Народные конноспортивные игры»
Употребление «гранаты» как метательного снаряда, как и вообще данный комплекс правил, можно считать вариантом модернизации жамбы ату. Однако наряду с попытками создать и популяризовать обновлённый вид жамбы ату, возрождаются и «классические» состязания конных стрелков из лука.
В 2013 году создана «Международная Ассоциация традиционных видов спорта тюркских народов» со штабом в Астане, среди прочих задач ассоциация объявила и задачу возрождения традиций жамбы ату. С 2014 года в Казахстане проводятся республиканские чемпионаты среди юниоров, открываются секции жамбы ату при ДЮСШ. В 2015 в составе Казахской Федерации по национальным видам спорта образована «Федерация „Жамбы ату“». В 2017 в Астане проведён первый международный турнир по жамбы ату «Алтын жебе» («Золотая стрела»), в котором приняли участие 20 спортсменов из 11 стран.

## Правила на турнире 2017
До появления в Астане в 2013 году организации, официально занявшейся развитием жамбы ату («Международной Ассоциации традиционных видов спорта тюркских народов»), строгих, чётких правил этого состязания не существовало. В связи с намерением проводить регулярные чемпионаты и турниры по жамбы ату, встаёт задача такие правила авторитетно сформулировать. Пока этого не произошло, можно ориентироваться на правила первого международного турнира по жамбы ату, прошедшего 12-13 августа 2017 г. в Астане.
Турнир проводился в три этапа.
Первый этап, «Шапшаң ату» («Быстрый выстрел»): участник верхом на коне становится на рубеже огня и по команде судьи начинает стрельбу. На стрельбу даётся 10 секунд. Красный круг мишени — 3 очка, жёлтый — 2, синий — 1.
Второй этап, «Қалқан ату» («Стрельба по щитам»): на дистанции в 35 метров друг за другом установлены 3 мишени; двигаясь галопом вдоль рубежа огня, участники ведут по ним стрельбу. Красный круг мишени — 5 очков, жёлтый — 3, синий — 1. По две попытки.
Финальный этап, «Жамбы ату»: повторяются условия второго этапа, но мишени подвешены и расположены на расстоянии 8, 10 и 12 м от рубежа огня, — соответственно «қола жамбы» («бронзовый джамб») — 5 очков, «күміс жамбы» («серебряный джамб») — 10 и «алтын жамбы» («золотой джамб») — 15; во второй попытке мишени приближаются на метр. Если участник перебьёт стрелой бечёвку, держащую мишень — 20 очков.

## Жамбы ату в культуре
В известном киргизском эпосе «Манас», в эпизоде «Тризна по хану Кокетею», описывается состязание по жамбы ату. Примечательно, что состязания проводились на поминках: 

 ...гремел барабан, и очередной стрелок пытался сбить золотой джамб, но тщетно: стрелы бойцов не достигали цели. И снова грохнул барабан — это выехал Манас. Не отрывая прищуренного взора от золотого джамба, он натянул свой богатырский лук и выпустил стрелу. Словно лопнули небеса — с таким звоном отозвалась тетива богатырского лука и с диким визгом ушла стрела и перебила золотую жилу, удерживающую джамб. И пока драгоценный слиток кувыркался в воздухе, падая с огромной высоты, Манас повернул коня и ловко подхватил джамб на лету, словно копчик воробья...
В казахском эпосе о Кобланды-батыре также упоминается жамбы ату. Здесь примечательно, что «призом» объявлена свадьба с дочерью хозяина: 

 По ту сторону горы / Есть огромная страна, / Правит там Коктым Аймак, / Много тысяч людей у него. / Народ, что под властью его, / Богато, привольно живет. / Есть у него дочь, имя ее Кортка, / Изяществом славится она. / Высотою до самой луны / Поставили там столб, / Золотая монета на столбе. / Кто стрелою монету собьет, / Тот и возьмет красавицу Кортку.